# Acropora downingi
Acropora downingi е вид корал от семейство Acroporidae. Видът е незастрашен от изчезване.

## Разпространение
Разпространен е в Бахрейн, Джибути, Египет, Еритрея, Йемен, Израел, Йордания, Ирак, Иран, Катар, Кувейт, Обединени арабски емирства, Оман, Саудитска Арабия, Сомалия и Судан.

## Описание
Популацията им е намаляваща.